# 阿文尼·米格爾
阿文尼·米格爾（英語：Aveni Miguel，2002年8月19日—）是安哥拉田徑運動員。

## 生涯
他參加2020年夏季奧林匹克運動會田徑男子100公尺比賽的預賽。截至2021年，他100公尺的個人最佳成績為10.86（NWI）。

## 個人生活
他是亞利桑那州立大學商業金融的學生。